# Mopsvleermuis
De mopsvleermuis of dwarsoorvleermuis  (Barbastella barbastellus) is een vleermuis uit de familie der gladneuzen (Vespertilionidae).

## Kenmerken
De mopsvleermuis is uiterlijk goed te onderscheiden van andere soorten vleermuizen. De snuit is gedrongen, als een mopshond. De mond is zeer klein, evenals de tanden. De naam dwarsoor dankt hij aan de brede oren, die aan de basis aan elkaar zijn vergroeid, even vlak boven de snuit. De oren zijn 12 tot 18 millimeter lang. Aan de buitenste oorrand zitten vaak oranje mijten.
De vacht is aan de bovenzijde zwartbruin tot zwart, met gelig witte haarpunten. De onderzijde is donkergrijs. Het gezicht en de oren zijn zwart, en de vlieghuid is grijzig tot zwartachtig bruin. De ogen zijn klein. De vleugels zijn kort en breed.
De mopsvleermuis heeft een spanwijdte van 245 tot 292 millimeter. De kop-romplengte is 45 tot 58 millimeter, de staartlengte 38 tot 54 millimeter. Hij weegt 6 tot 13,5 gram.

## Gedrag
De mopsvleermuis is een nachtdier. Soms vliegt hij ook al voor zonsondergang uit. Mopsvleermuizen jagen boven open plaatsen in een bos, vlak boven het water of bij boomtoppen. Hij vliegt niet de gehele nacht door, en waarschijnlijk zijn er twee activiteitspieken in de nacht. De dwarsoorvleermuis stoot tijdens de jacht geluiden uit tussen de 25 en 35 kHz en tussen de 60 en 75 kHz. De geluidssterkte ligt rond de 94 dB. De amplitude van de schreeuw van deze vleermuis ligt zo'n 10 tot 100 keer lager dan die van andere vleermuizen die echolocatie gebruiken. Hierdoor is het bereik van de schreeuw minder groot, maar horen motten de vleermuizen ook minder snel komen.
Zijn favoriete prooi zijn motten (bijna 90 % van het menu) en vlinders, maar hij eet ook andere kleine insecten als vliegen, motten en kevertjes. Door de kleine mondopening en zwakke, kleine tanden eet hij geen grote insecten met harde dekschilden.
Zomers leven de vrouwtjes in kleine kraamkolonies, van tussen de tien en twintig dieren. Mannetjes leven in aparte groepen, gescheiden van de vrouwtjes. Kraamkolonies bevinden zich in daken en openingen in muren. Individuele mopsvleermuizen zijn ook te vinden in boomholten, vogelhuisjes en bij de ingang van grotten. Hij overwintert van oktober of november tot maart of april. Hij kan goed tegen kou, en overwintert vaak dicht bij de ingang. Meestal leven ze in grote groepen van tot wel duizend dieren. Soms worden de winterverblijven gedeeld met gewone dwergvleermuizen. De vachtkleur zorgt ervoor dat de soort gecamoufleerd is.
De paartijd begint in herfst, en kan tot in de winter doorgaan. Vanaf midden juni worden de jongen geboren. Meestal krijgt hij één jong per worp, een enkele keer twee. De vliegvlugge jongen zijn donkerder dan volwassen dieren. De witte haarpunten ontwikkelen zich in het eerste jaar. Vrouwtjes worden in het tweede jaar geslachtsrijp. Ze blijven trouw aan hun geboorteplek, en vrouwtjes keren terug naar de kraamkolonie waarin ze geboren zijn.
http://documentatie.leefmilieubrussel.be/documents/IF_EV_Parcs_Laarbeekbos_NL.PDF?langtype=2067

## Verspreiding
De mopsvleermuis komt voor van Zuid-Engeland, Zuid-Zweden en Noord-Spanje oostwaarts tot de Krim en de Kaukasus. Ook komt hij voor in Marokko en op de Canarische Eilanden. De populatie op de Canarische Eilanden wordt als een aparte ondersoort, Barbastella barbastellus guanchae, beschouwd. In Egypte en Centraal- en Oost-Azië komen de verwante Aziatische mopsvleermuis (Barbastella leucomelas) en Barbastella beijingensis voor. Door sommige auteurs wordt de Aziatische mopsvleermuis als een ondersoort van de mopsvleermuis beschouwd.
Hij is voornamelijk te vinden in beboste riviervalleien, het voorgebergte en in bergachtige streken. Ook kan hij gevonden worden bij nederzettingen en in parken. Zomers kan hij voorkomen tot 2260 meter in de Pyreneeën. 's Winters trekt hij naar grotten en mijntunnels, maar ook in bomen.
Waarnemingen van de mopsvleermuis zijn in Nederland zo zeldzaam dat er door sommigen van uitgegaan wordt dat ze hier niet meer voorkomen. De meeste waarnemingen worden in het zuiden, zoals Zuid-Limburg en Zeeuws-Vlaanderen, gedaan. In juli 2023 werd een kraamkolonie ontdekt in Winterswijk.
Ook in de rest van Europa zijn ze zeldzaam. De mopsvleermuis staat niet meer op de Nederlandse Rode Lijst uit 2004,  omdat de soort als uitgestorven (in Nederland) beschouwd wordt. Volgens de habitatrichtlijn zijn ze zeer zeldzaam. In 1980 is de laatste van deze soort waargenomen in Nederland. Ook in Vlaanderen werden er heel lang geen waarnemingen meer gedaan en werd de soort als uitgestorven beschouwd. In 2014 werd er echter een nieuwe waarneming gedaan in het Waasland, in 2015 werden in dezelfde regio twee kolonies gevonden. Sindsdien zijn er meerdere waarnemingen.